# Meliola serjaniae
Meliola serjaniae är en svampart som beskrevs av F. Stevens 1916. Meliola serjaniae ingår i släktet Meliola och familjen Meliolaceae.   Inga underarter finns listade i Catalogue of Life.